# (3601) Velikhov
(3601) Velikhov (1979 SP9) – planetoida z pasa głównego asteroid okrążająca Słońce w ciągu 5,89 lat w średniej odległości 3,26 au Odkrył ją Nikołaj Czernych 22 września 1979 roku.